# Miguel Mora Gornals
Miguel Mora Gornals (11 de setembro de 1936 — 5 de maio de 2012) foi um ciclista espanhol que competiu na perseguição por equipes durante os Jogos Olímpicos de Roma 1960.